# Diane Landry
 (mai 2022).
La mise en forme du texte ne suit pas les recommandations de Wikipédia : il faut le « wikifier ».
Les points d'amélioration suivants sont les cas les plus fréquents. Le détail des points à revoir est peut-être précisé sur la page de discussion.
- Les titres sont pré-formatés par le logiciel. Ils ne sont ni en capitales, ni en gras.
- Le texte ne doit pas être écrit en capitales (les noms de famille non plus), ni en gras, ni en italique, ni en « petit »…
- Le gras n'est utilisé que pour surligner le titre de l'article dans l'introduction, une seule fois.
- L'italique est rarement utilisé : mots en langue étrangère, titres d'œuvres, noms de bateaux, etc.
- Les citations ne sont pas en italique mais en corps de texte normal. Elles sont entourées par des guillemets français : « et ».
- Les listes à puces sont à éviter, des paragraphes rédigés étant largement préférés. Les tableaux sont à réserver à la présentation de données structurées (résultats, etc.).
- Les appels de note de bas de page (petits chiffres en exposant, introduits par l'outil «  Source ») sont à placer entre la fin de phrase et le point final[comme ça].
- Les liens internes (vers d'autres articles de Wikipédia) sont à choisir avec parcimonie. Créez des liens vers des articles approfondissant le sujet. Les termes génériques sans rapport avec le sujet sont à éviter, ainsi que les répétitions de liens vers un même terme.
- Les liens externes sont à placer uniquement dans une section « Liens externes », à la fin de l'article. Ces liens sont à choisir avec parcimonie suivant les règles définies. Si un lien sert de source à l'article, son insertion dans le texte est à faire par les notes de bas de page.
- La présentation des références doit suivre les conventions bibliographiques. Il est recommandé d'utiliser les modèles {{Ouvrage}}, {{Chapitre}}, {{Article}}, {{Lien web}} et/ou {{Bibliographie}}. Le mode d'édition visuel peut mettre en forme automatiquement les références.
- Insérer une infobox (cadre d'informations à droite) n'est pas obligatoire pour parachever la mise en page.

Pour une aide détaillée, merci de consulter Aide:Wikification.
Si vous pensez que ces points ont été résolus, vous pouvez retirer ce bandeau et améliorer la mise en forme d'un autre article.
Diane Landry est une artiste plasticienne québécoise, née au Cap-de-la-Madeleine en 1958. Elle vit et travaille aujourd’hui à Québec.

## Biographie
Elle est diplômée en 1987 d’un Baccalauréat en arts plastiques de l’université Laval et en 2006 d’une maîtrise en arts plastiques de l’université Stanford.
Artiste pluridisciplinaire crée principalement des sculptures, installations, performances.
Dans sa pratique de la sculpture Diane Landry utilise des objets ordinaires, qu’elle récupère dans le quotidien, le recyclage tient une part importante dans son processus de création. Elle souhaite à travers ses œuvres modifier la manière dont ces objets sont habituellement perçus en y intégrant une part poétique et émotive. Une autre facette de sa pratique est la performance. Elle s’autorise une perméabilité entre ces deux pratiques. Ce qui lui a peu à peu permis d’intégrer le mouvement dans ces sculptures, et les éléments sculpturaux dans ces performances, ce qui est visible dans ses installations.
Depuis 1987, elle expose au sein d’expositions individuelles et collectives au Canada et à travers le monde, elle a réalisé plusieurs résidences dans des centres d’artiste en Amérique et en Europe.
Son œuvre est présente dans plusieurs collections. Elle a également été récompensée de plusieurs prix prestigieux, de nombreuses bourses du Conseil des arts du Canada et du Conseil des arts et des lettres du Québec, et elle a fait partie des jurys du Conseil des arts du Canada, du Conseil des arts et des lettres du Québec, du Prix Première Ovation, etc.
Elle est représentée par Vivianeart Gallery (Calgary, AB) et Carl Solway Gallery (Cincinnati, OH).

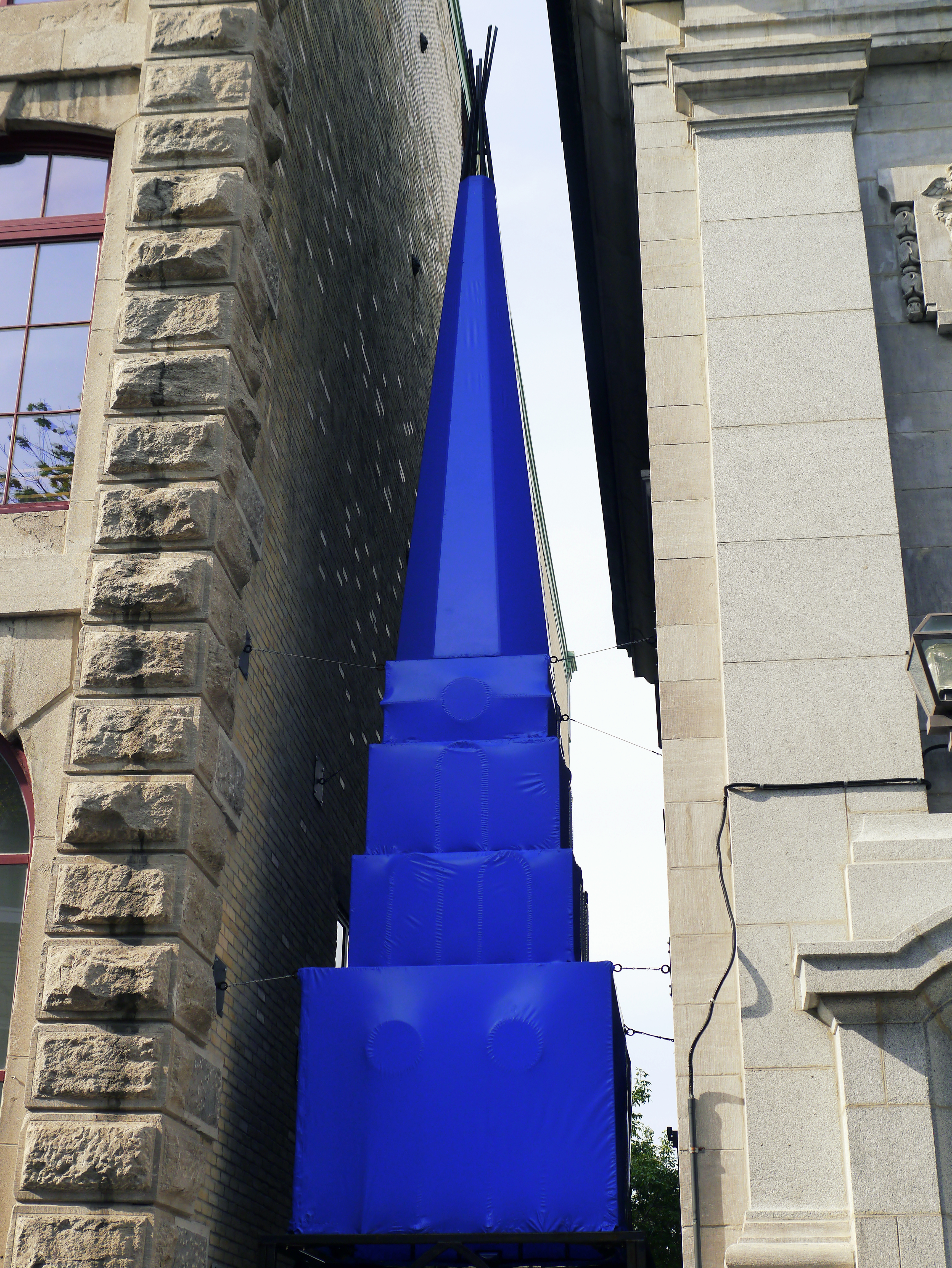
Diane Landry et Francis Labissonnière, Solitaire, 2015, Les Passages Insolites

## Expositions (sélection)

### Expositions individuelles
- 1987 : « New Work », Modern Fuel Artist-Run Centre, Kingston, ON, Canada[2]
- 1989 : « 4 Sisters », Truck Contemporary Art, Calgary, AB, Canada[3]
- 1996 : « Stratégie parallèle », Espace F, Matane, QC, Canada[4]
- 2001 : « Installations à grande échelle », Musée national des beaux-arts du Québec, Québec, QC, Canada[5]
- 2003 : École d'aviation, Stockholm-New Music, Fylkingen, Stockholm, Suède, commissaire Johannes Bergmark[6]
- 2008 : Les défibrillateurs, Musée d’art de Joliette, Joliette, Québec, Canada, commissaire Eve-Lyne Beaudry[7],[8]
- 2010 :
  - Chevalier de la résignation infinie, Optica, Montréal, QC, Canada
  - The Defibrillators, Mount Saint Vincent University Art Gallery, Halifax, NS, Canada[9]
  - « Réservoir électrique », Séquence, Saguenay, QC, Canada
- 2011 : The Defibrillators, Art Gallery of Hamilton, Hamilton, ON, Canada, commissaire Eve-Lyne Beaudry[10]
- 2012 : « Les 15 ans des prix videre », Musée d’art contemporain de Baie-Saint-Paul, Manif d’art 4 – Biennale de Québec, Baie-Saint-Paul, QC, Canada[11]
- 2013 : 
  - Bleu Nuit, 2ème Biennale d'art contemporain, Hôtel de Ville, Sotteville-lès-Rouen, France[12]
  - Mandalas in series Blue Decline, Carl Solway Gallery, Cincinnati, OH, États-Unis[13]
  - « The Cadence of All Things », Cameron Art Museum, Wilmington, NC, États-Unis[14]
- 2014 : « L'Échappée », Galerie Michel Guimont, Québec, QC, Canada[15]
- 2016 : « Diane Landry », Barbara Edwards Contemporary, Toronto, ON, et Calgary, AB, Canada[16]
- 2019 : Flying School, Judith & Norman Alix Art Gallery, Sarnia, ON, Canada[17]
- 2022 : Flying School, « Twenty Years », Cameron Art Museum, Wilmington, NC, États-Unis[18]

### Expositions collectives
- 2008 
  - « C'est arrivé près de chez vous. L'art actuel à Québec », Musée national des beaux-arts du Québec, Québec, QC, Canada
  - « Toi/You, La rencontre », Espaces GM, Manif d’art 4 - Biennale de Québec, Québec, QC, Canada, commissaire Lisanne Nadeau[19]

- 2010 : « Femmes artistes. L’éclatement des frontières, 1965-2000 », Musée national des beaux-arts du Québec, QC, Canada, commissaire Pierre Landry[20]

- 2012
  - Correspondances, « Machines : Les formes du mouvement », Musée de l'Amérique française, Manif d'art 6 – Biennale de Québec, Québec, QC, Canada commissaire Nicole Gingras[21]
  - « Oh, Canada », MASS MoCA, North Adams, MA, États-Unis, commissaire Denise Markonish[22]

- 2013
  - « Ombres et lumières », Galerie d’art Louise et Reuben-Cohen, Moncton, NB, Canada[23]
  - « Quand l'art se prête au jeu », Maison Hamel-Bruneau, Québec, QC, Canada, commissaire Viviane Paradis[24]

- 2014 : « Oh, Canada », Owens Art Gallery, Sackville, Nouveau-Brunswick, Canada, commissaire Denise Markonish[25]

- 2017 : « Illuminated (space) », Carl Solway Gallery, Cincinnati, OH, États-Unis[26]

- 2019 : « L’esprit des lieux », « Si petits entre les étoiles, si grands contre le ciel », Galerie Michel Guimont, Manif d'art 9 – Biennale de Québec, Québec, QC, Canada, commissaire Sophie Jacques[27]

- 2020 : École d’aviation, Mois Multi, l’Œil de Poisson, Québec, QC, Canada, commissaire Jeanne Couture[28]

- 2021 : « Action & Structures », Carl Solway Gallery, Cincinnati, OH, États-Unis[29]

- 2022 : Quatre révolucoeur, « Les illusions sont réelles », Grand Théâtre de Québec, Manif d’art 10 – Biennale de Québec, Québec, QC, Canada[30]

## Collections
- Musée national des beaux-arts du Québec[31]
- Chambre de commerce de Québec, Québec
- Hydro-Québec, Montréal
- Collection Pascal Fouché, Paris, France
- Sara & Michelle Vance Waddell, États-Unis

## Prix
- 1991 : Prix Québec-Capitale, concours de la Fondation Découverte, Québec, QC, Canada
- 2003 : Prix du rayonnement international, Conseil de la culture des régions de Québec et de Chaudière-Appalaches, QC, Canada[32]
- 2005 : The Murphy and Cadogan Fellowships Award, The San Francisco Foundation, CA, États-Unis
- 2007 :
  - Prix Reconnaissance, remis par Manif d’art de Québec, QC, Canada
  - Prix Giverny Capital, récipiendaire de la première édition, Montréal, QC, Canada
- 2010 : Prix Événement, remis par Manifestation internationale d’art de Québec, QC, Canada[32]
- 2013 : Prix du CALQ - Œuvre de l’année pour la région de la Capitale-Nationale, Québec, QC, Canada[32]
- 2014 : Récipiendaire de la Bourse de carrière Jean-Paul Riopelle, Conseil des arts et des lettres du Québec
- 2015 : 
  - Prix Mois Multi, Les Productions Recto-Verso, Québec, QC, Canada
  - Bourse Guggenheim, John Simon Guggenheim Memorial Foundation, New York, NY, États-Unis[33]